# Foozer
Foozer es el nombre de la gira en conjunto de Foo Fighters y Weezer, en otoño del año 2005. Durante esta gira tuvieron bandas soporte como Mae, Kaiser Chiefs y Hot Hot Heat. El Foozer tour fue premiado como el "tour más creativo" en el 17º Concert Industry Awards.

## Fechas de la gira
- 9/8/2005 Atlanta, GA / Gwinnett Arena

- 9/10/2005 Sunrise, FL / Office Depot Center (BankAtlantic Center)

- 9/11/2005 Tampa, FL / St. Petersburg Times Forum

- 9/13/2005 Spring, TX / Cynthia Woods Mitchell Pavilion

- 9/14/2005 Austin, TX / Frank Erwin Center

- 9/15/2005 Dallas, TX / Smirnoff Music Center

- 9/27/2005 San Diego, California, CA / Cox Arena

- 9/28/2005 Phoenix, AZ / America West

- 9/30/2005 Denver, CO / Pepsi Center

- 10/2/2005 St. Paul, MN / Xcel Energy Center

- 10/3/2005 Chicago, IL / Allstate Arena

- 10/4/2005 Champaign, IL / University of Illinois at Urbana-Champaign

- 10/6/2005 Grand Rapids, MI / Van Andel Arena

- 10/7/2005 Detroit, MI / Joe Louis Arena

- 10/8/2005 Cleveland, OH / Wolstein Center

- 10/10/2005 Fairfax, VA / Patriot Center

- 10/11/2005 Bridgeport, CT / Arena at Harbor Yard

- 10/13/2005 Philadelphia, PA / Wachovia Center

- 10/14/2005 E. Rutherford, NJ / Continental Airlines Arena

- 10/15/2005 Worcester, MA / DCU Center

- 10/22/2005 Long Beach, CA / Long Beach Arena

- 10/23/2005 Long Beach, CA / Long Beach Arena

- 10/25/2005 Portland, OR / Memorial Coliseum

- 10/26/2005 Seattle, WA / Key Arena

- 10/28/2005 Oakland, CA / Oakland Arena

- Datos: Q3076731